# جورج ميتلاند أتكينسون
جورج ميتلاند أتكينسون هو سياسي كندي، ولد في 14 نوفمبر 1860، وتوفي في 1940. انتخب عضو المجلس التشريعي من ساسكاتشوان.